# È amore
È amore è il secondo album inciso da Claudia Mori, pubblicato dalla casa discografica Clan Celentano nel 1977. Gli arrangiamenti sono stati eseguiti da Detto Mariano.

## Tracce
Lato A
1. Hey,Hey,Hey!
2. Solitario
3. È amore
4. Io bella figlia

Lato B
1. Questo è lui
2. L'amore di ieri
3. Sguardo da moglie
4. Mi vuoi